# The Road to Ruin (film, 1934)
Pour les articles homonymes, voir The Road to Ruin et The Road to Ruin (film, 1928).
The Road to Ruin est un film américain pré-Code réalisé par Dorothy Davenport et Melville Shyer, sorti en 1934. C'est un remake d'une version muette sortie en 1928.

## Synopsis
L'histoire d'une jeune femme dont la vie est ruinée par la drogue.

## Fiche technique
- Réalisation : Dorothy Davenport (sous le nom "Mrs. Wallace Reid") et Melville Shyer
- Scénario : Dorothy Davenport, Willis Kent (non crédité)
- Production : Willis Kent
- Photographie : James Diamond
- Montage : S. Roy Luby
- Genre:  Drame[2]
- Distributeur : True-Life Photoplays, First Division Pictures
- Durée : 62 minutes
- Dates de sortie : 
  - États-Unis : 17 février 1934 (New York)
  - États-Unis : 15 mai 1934

## Distribution
- Helen Foster : Ann Dixon
- Nell O'Day : Eve Monroe
- Glen Boles : Tommy
- Robert Quirk : Ed
- Paul Page : Ralph Bennett
- Richard Hemingway : Brad
- Virginia True Boardman : Martha Dixon
- Richard Tucker : Mr. Dixon

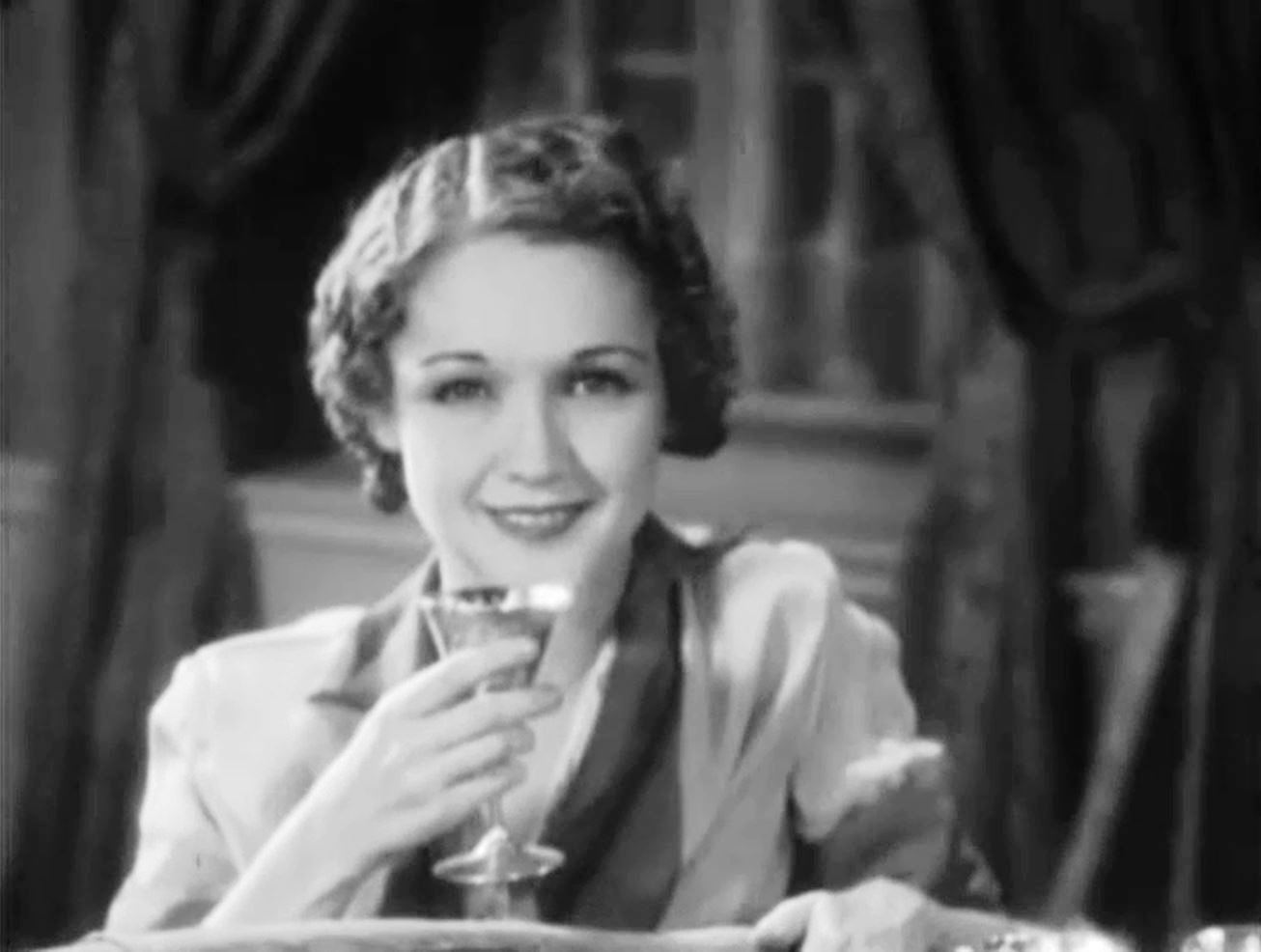
Helen Foster
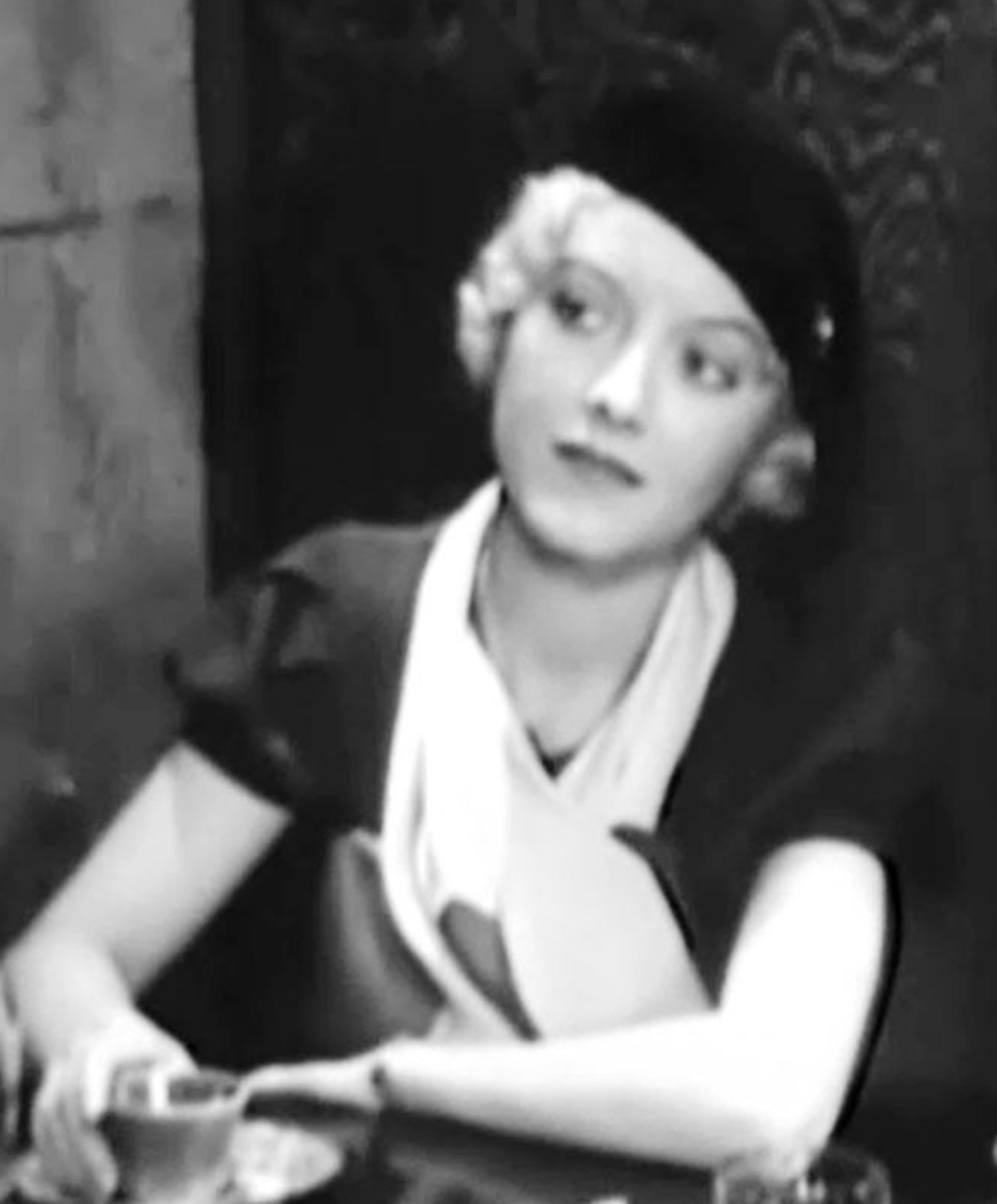
Nell O'Day
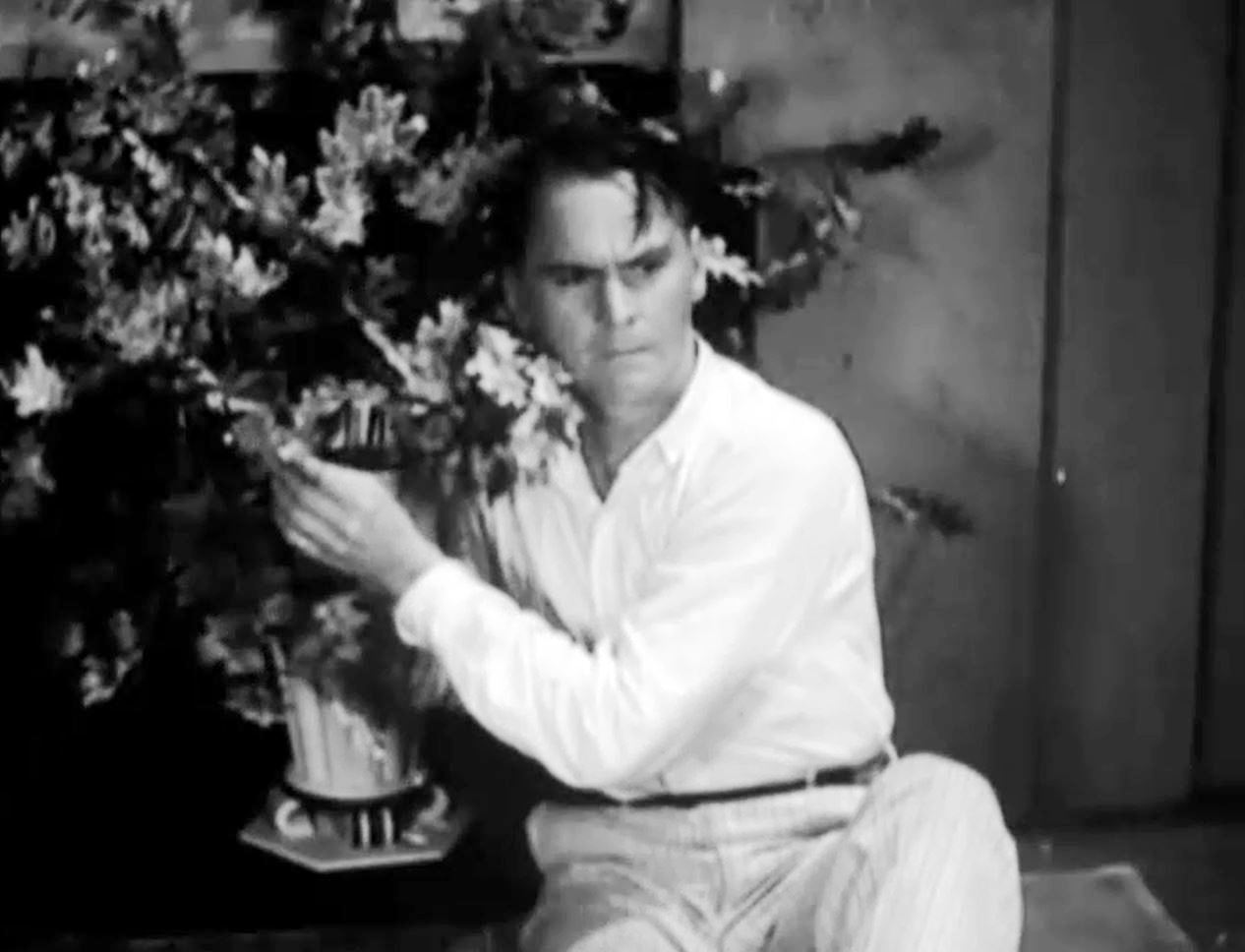
Donald Kerr
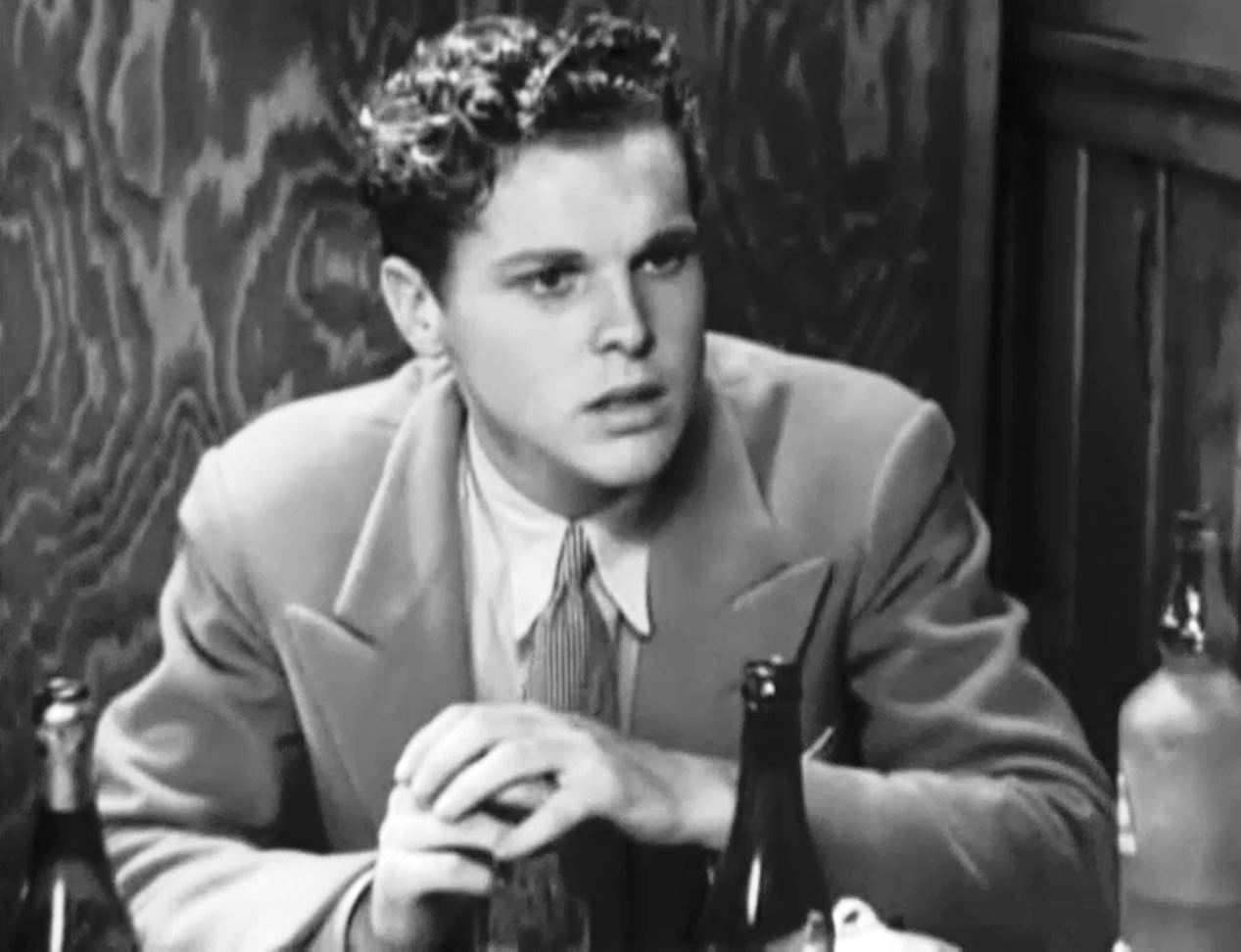
Glen Boles